# تیم اینداس
تیم اینداس (انگلیسی: TeamIndus) شرکت هوافضای هندی است، که در سال ۲۰۰۷ تأسیس شد.